# نلسون (ویکتوریا)
نلسون (به انگلیسی: Nelson) یک شهرک در استرالیا است که در ویکتوریا (استرالیا) واقع شده‌است.